# Tomiii11
Tomás Pablo Blanch Toledo, conegut pel pseudònim de Tomiii 11, (Graneros, 13 de juny de 2009 - Rengo, Regió d'O'Higgins, Xile, 30 d'agost de 2021) va ser un youtuber xilè.
Es va fer reconegut a Espanya i Hispanoamèrica i va tenir ressonància en mitjans de comunicació, en gran part per la campanya que es va generar a internet i les xarxes socials perquè aconseguís el major nombre de subscriptors possible, a causa del poc temps de vida que li quedava per el càncer cerebral que patia. A més, va guanyar diversos premis, entre els quals destaca el Copihue d'Or de 2021, i els botons de plata, or i diamant, certificacions amb què YouTube reconeix el contingut dels creadors per assolir altes xifres dins de la seva plataforma.
Tomás va aconseguir els 3 milions de subscriptors en 24 hores, marcant un rècord a YouTube. La seva mort va ser ressenyada tant a Xile com internacionalment.

## Biografia

### Vida personal
Va néixer a la comuna xilena de Graneros, a la província de Cachapoal, fill de Vicente Blanch i Carolina Toledo, i el menor de dos germans. De ben jove va ser diagnosticat d'un tumor cerebral, el qual li va generar problemes de mobilitat al braç esquerre i pèrdua de visió del seu ull dret, raó per la qual feia servir un pedaç al mateix. Pertanyia a l'escoltisme i era membre actiu, des de 2019, de l'Associació de Guies i Scouts de Xile, al grup de Mapulamngen, ubicat a Rancagua.

### YouTube
El 4 de gener de 2021, va crear el seu canal a YouTube, publicant el seu primer vídeo el 19 de març amb menys de quaranta subscriptors, la majoria d'ells amics o familiars. El 7 d'abril la seva història es va fer viral gràcies a les xarxes socials i es va iniciar una campanya per aconseguir el nombre més gran de subscriptors possible, a causa del poc temps de vida que li quedava pel càncer cerebral que patia, fent-se conegut a Espanya i Hispanoamèrica. El van recolzar i promocionar els youtubers Ángel David Revilla Lenocci, el Rubius, AuronPlay, TheGrefg, Luisito Comunica, Ibai i Dalas Review i Jesús Hernández, entre d'altres. Va aconseguir 3 milions de subscriptors en 24 hores, marcant un rècord a YouTube.
Va morir a la localitat xilena de Rengo, regió d'O'Higgins, a les 9:20 del 30 d'agost de 2021, a causa del càncer cerebral que patia. Després de la seva mort, el seu pare va informar que el canal de Tomiii 11 seria destinat a joves que «somien ser influencers» i de publicar records del jove. En morir, el seu canal mantenia més de vuit milions de subscriptors.

### Defunció
Tomàs va morir a Rengo, a les 9:20 del 30 d'agost de 2021, a causa del càncer cerebral que patia, a l'edat de 12 anys. La seva defunció va ser ressenyada per mitjans locals i internacionals i comunitat de youtubers. A banda, l' Associació de Guies i Scouts de Xile (AGSCH), va realitzar un comunicat al seu compte de Twitter. 
"Tomiii era membre de la nostra institució i amb molta tristesa ho vam acomiadar en la seva partida al Campament Etern. Gràcies, Tomás, per la teva alegria, entusiasme i mai donar-te per vençut. Ens deixes un ensenyament per a la vida. #Tomiii11." Guies i Scouts de Xile.
Després de la seva mort, el seu pare va informar que el canal de Tomiii 11 va ser destinat a joves que «somien ser influencers» i de publicar records de Tomás. A més, internautes van realitzar una campanya perquè aconseguís el botó de diamant de YouTube, el qual ho va obtenir dies després. El 2 de setembre del 2021, a la plataforma YouTube es va publicar el vídeo del seu funeral, on van acudir els seus pares, amics i familiars. Mentre que el 21 de setembre es publicaria al canal oficial de Tomàs un vídeo homenatge acompanyada per una cançó composta pel seu pare de fons anomenada «Jo vull ser youtuber». Posteriorment, la família del difunt rebria la placa dels 10 milions de subscriptors pòstuma, on també s'ha publicat un vídeo sobre això.

## Distincions

### Premis i nominacions
| Any  | Premis       | Treball nominat | Categoria                | Resultat  |
| ---- | ------------ | --------------- | ------------------------ | --------- |
| 2021 | Copihue d'Or | Tomiii 11       | Youtuber de l'any        | Guanyador |
| 2021 | Giga Awards  | Tomiii 11       | Millor compte de YouTube | Guanyador |

### Reconeixements
| Any  | Guardó | Guardó              | Atorgat per | Raó                                                                      |
| ---- | ------ | ------------------- | ----------- | ------------------------------------------------------------------------ |
| 2021 |        | Silver Play Button  | YouTube     | Per la quantitat de cent mil subscriptors al vostre canal de YouTube.    |
| 2021 |        | Golden Play Button  | YouTube     | Per la quantitat d'un milió de subscriptors al vostre canal de YouTube.  |
| 2021 |        | Diamond Play Button | YouTube     | Per la quantitat de deu milions de subscriptors al seu canal de YouTube. |